# Metro de Jinan
El Metro de Jinan (en chino simplificado : 济南地铁; en pinyin: Jǐnán Dìtiě) es un sistema de metro que da servicio a la ciudad de Jinan, capital de la provincia de Shandong, en la República Popular China. Fue inaugurado el 1 de abril de 2019.

## Historia
Los planes de construir un sistema de metro comenzaron a principios de la década de 2000, pero fueron retrasados debido a la Gran Recesión. Después de años de preparación, la construcción comenzó en una ceremonia oficial el 29 de diciembre de 2013. La línea 1 se inauguró el 1 de abril de 2019.

## Líneas
| Línea | Terminales   | Terminales    | Estado          | Apertura | Longitud | Estaciones |
| ----- | ------------ | ------------- | --------------- | -------- | -------- | ---------- |
|       | Fangte       | Gongyanyuan   | Operativa       | 2019     | 26,27 km | 11         |
|       | Wangfuzhuang | Pengjiazhuang | En construcción | -        | 36,39 km | 19         |
|       | Longdong     | Tantou        | Operativa       | 2019     | 21,59 km | 12         |